# Judith Blegen
Judith Blegen (ur. 27 kwietnia 1943 w Lexington w stanie Kentucky) – amerykańska śpiewaczka operowa, sopran.

## Życiorys
W latach 1959–1964 studiowała w Curtis Institute of Music w Filadelfii, gdzie uczyła się śpiewu i gry na skrzypcach. Kształciła się też w Music Academy of the West w Santa Barbara. W 1964 roku otrzymała stypendium naukowe i wyjechała do Europy, odbyła uzupełniające studia u Luigiego Ricciego we Włoszech. Jako śpiewaczka zadebiutowała w 1965 roku w operze w Norymberdze rolą Olimpii w Opowieściach Hoffmanna. W kolejnych latach występowała m.in. w Operze Wiedeńskiej i na festiwalu w Salzburgu. W 1969 roku wróciła do Stanów Zjednoczonych, gdzie wystąpiła w specjalnie napisanej dla niej roli Emily w operze Gian Carlo Menottiego Help! Help! the Globolinks! w operze w Santa Fe. W 1970 roku rolą Papageny w Czarodziejskim flecie debiutowała w nowojorskiej Metropolitan Opera.
Do jej popisowych ról należały Despina w Così fan tutte, Blonda w Uprowadzeniu z seraju, Zuzanna w Weselu Figara, Adina w Napoju miłosnym, Oskar w Balu maskowym, Musetta w Cyganerii, Zofia w Kawalerze srebrnej róży. Wykonywała też pieśni Hugo Wolfa i Richarda Straussa. Często występowała w duecie z Frederiką von Stade.